# 부득꿍
부득꿍(베트남어: Vũ Đức Cung / 武德恭 무덕공)은 대월 후 레 왕조의 정치인, 버우 주의 제4대 군주(재위: ? ~ ?)이다. 뚜옌꽝진(宣光鎭), 다이동(大同) 지역의 수장(守將)이었고, 화군공(베트남어: Hòa Quận Công / 和郡公)을 칭하였다. 이후 융평왕(隆平王)을 칭하여 후 레 왕조에 대항하였다.

## 생애
부득꿍은 부꽁끼의 뒤를 이어 뚜옌꽝진의 통치자가 되었다. 베트남의 사서에 따르면 당시는 막 왕조가 후 레 왕조에게 격파당하고 까오방으로 달아난 상태였고, 1593년 농력(農曆) 3월 25일(4월 26일)에 대동토관(大同土官) 및 화승후(和勝侯)인 부득꿍이 본부(本部)의 병사 3천을 이끌고 탕롱으로 와서 수복(首服)하여 조정에 귀순하였으며, 조정에 귀한 물품을 진상하였다고 한다. 당시 조정의 정권을 잡은 찐뚱 또한 부득꿍에게 존중을 표시해 그에게 관직을 더하고 작위를 올려주어 그를 북군도독부우도독태보화군공(北軍都督府右都督太保和郡公)으로 승진시켰고, 안북영(安北營)이라고 호칭하였다.
1593년 농력 10월에 부득꿍은 찐뚱의 동의를 받아 다이동으로 돌아가 계속 진수하였다. 그러나 부득꿍은 이때부터 반역을 도모하였다. 1594년 농력 2월, 부득꿍은 도적인 미토(美壽)와 결탁하고 몰래 선떠이처(山西處), 응우옌더우(源頭), 타인바(靑波), 하호아(夏華) 등지로 사람을 파견해 침입하여 소요를 일으키게 하였고, 또한 동란(東蘭), 떠이란(西蘭)의 백성들을 다이동으로 옮겨 살게 하였다. 찐뚱은 즉각 이에 응하여 군사를 보내 미토를 사로잡았다. 이어 조정은 그해 농력 10월에 응우옌호앙, 응우옌흐우리에우(阮有僚)로 하여금 각각 수병과 보병을 이끌고 다이동을 토벌하도록 하였다. 부득꿍은 자제를 거느리고 응이어도(義都)로 달아났고, 조정군은 이에 철군하였다. 이후 부득꿍은 함부로 대항을 강행할 수 없어 농력 12월에 조정에 금은, 보물, 마필을 진헌하고 또한 스스로 입조하여 복죄하고 용서를 구함으로써 이 위기를 해결하였다.
부득꿍은 비록 조정에 대항하는 것이 실패로 끝났지만 여전히 한 지방에서 할거하고 있었다. 1596년 농력 5월, 부득꿍은 다이동영(大同營)에서 떠나 응이어도(義都)에 도착해 거주하였다. 1599년, 부득꿍은 스스로 융평왕(隆平王)을 칭하고 군사를 보내 타이응우옌처(太原處)의 박통주(白通州) 지역으로 진군하여 그곳의 은장세(銀場稅)를 거두게 하였다. 조정은 다시 병사를 보내 이를 토벌하였고, 부득꿍의 군사는 다시 격파당했다.
부득꿍은 여러 차례 후 레 왕조에 반기를 들었는데도 베트남 사서에는 그가 선대의 부꽁끼처럼 '선대의 뜻을 능히 계승하여 삼가 신하의 직분을 닦았다'고 되어 있다. 그의 치세 이후에도 부씨 일족은 계속 뚜옌꽝진, 다이동 일대의 통치권을 장악하였다.

## 참고 문헌
- 吳士連等. 《《大越史記全書》》 (중국어). 陳荊和編校. 東京大學東洋文化硏究所附屬東洋學文獻センター（昭和59－61年）（1984－1986）.
- “Hội Bảo tồn Di sản chữ Nôm─潘清簡等《欽定越史通鑑綱目》正編卷之二十九至三十”.[깨진 링크]
- “Hội Bảo tồn Di sản chữ Nôm─潘清簡等《欽定越史通鑑綱目》正編卷之三十三至三十六”.[깨진 링크]

| 전 임 부꽁끼 | 제4대 대월 후 레 왕조 버우 주의 군주 ? ~ ? | 후 임 부꽁득 |